# Korejovce
Korejovce este o comună slovacă, aflată în districtul Svidník din regiunea Prešov. Localitatea se află la altitudinea de 333 m deasupra n.m., se întinde pe o suprafață de 4,06 km2 și în 2017 număra 83 de locuitori. Se învecinează cu comuna Dobroslava.

## Istoric
Localitatea Korejovce este atestată documentar din 1600.

## Demografie
| An:                | 1994 | 2004 | 2014    | 2024    |
| ------------------ | ---- | ---- | ------- | ------- |
| Număr de persoane: | 66   | 66   | 79      | 69      |
| Diferență:         |      | +0%  | +19,69% | −12,65% |

| An:                | 2023 | 2024   |
| ------------------ | ---- | ------ |
| Număr de persoane: | 71   | 69     |
| Diferență:         |      | −2,81% |